# Рароиа
Рароиа (фр. Raroia) — атолл в архипелаге Туамоту во Французской Полинезии в 740 км к северо-востоку от Таити.

## География
Находится в 53 км на северо-восток от Таэнга и в 6 км на юго-восток от Такуме. Атолл имеет овальную форму, вытянут с юго-запада на северо-восток. Длина составляет 43 км, максимальная ширина — около 14 км.

## История
Рароиа был открыт в 1605 году испанским мореплавателем родом из Португалии Педро Фернандесом Киросом. Первая русская антарктическая экспедиция нарекла остров в 1820 году островом Барклая де Толли. В 1947 году экспедиция Тура Хейрдала на Кон-Тики завершилась на атолле Рароиа. Участник экспедиции Бенгт Даниельссон описал атолл в своей диссертации «Жизнь и работа на Рароиа».

## Административное деление
Административно остров входит в состав коммуны Макемо.

## Население
В 2007 году численность населения Рароиа составляла 303 человек. Главное поселение — деревня Гарумаова.

## Экономика
Основные занятия местных жителей — рыболовство и вылов жемчуга.